# ITunes
iTunes ist ein universelles, kostenloses Multimedia-Verwaltungsprogramm des US-amerikanischen Unternehmens Apple. Es dient dem Abspielen, Konvertieren, Brennen, Organisieren und Kaufen von Musik, Hörbüchern, Podcasts und Filmen und kann die Multimedia-Inhalte angeschlossener Geräte des Typs iPod, iPad und iPhone verwalten. Mit Erscheinen von macOS Catalina 2019 wurde iTunes durch die voneinander getrennten Applikationen Apple Music, Apple Podcasts, Apple TV App und Apple Books ersetzt und wird seither für macOS nicht mehr weiterentwickelt. Die Version für Windows bleibt jedoch bestehen.
Die letzte Version von iTunes für macOS läuft auf Mountain Lion ab Version 10.8.5 oder neuer, jedoch (offiziell) nicht mehr ab macOS Catalina (Version 10.15 von macOS). Die aktuelle Version für Windows setzt Windows 10 oder neuer voraus. Ältere Versionen liefen auch auf klassischem Mac OS (ab Version 9) und diversen Versionen von macOS (Mac OS X bzw. OS X) und Windows. Alte iTunes-Versionen unterstützen aber neuere Geräte teilweise nicht mehr und können Sicherheitslücken aufweisen. iTunes war auch Bestandteil des Softwarepakets iLife, das auch iPhoto, iDVD, iMovie, iWeb und GarageBand beinhaltet.

## Funktionsübersicht
Mit iTunes kann man vor allem Musik hören und diese ordnen, sortieren, gruppieren, über ein Netzwerk via Bonjour streamen, CDs auf die Festplatte überspielen und Musik-CDs oder DVDs brennen und für diese Cover ausdrucken. Unterstützt werden auch QuickTime-Videos. Ab Version 4.9 ist es möglich, Podcasts kostenlos zu abonnieren und zu verwalten.
Dazu bedient es sich einer eigens geführten Musikbibliothek, um Musikdateien unterschiedlichster Formate mit Metainformationen (bei MP3 beispielsweise ID3-Tags) zu hinterlegen. Nach diesen kann flexibel – wenn auch nicht beliebig – sortiert und gefiltert werden. Eine weitere Eigenschaft in diesem Zusammenhang sind die intelligenten Wiedergabelisten. Eine intelligente Wiedergabeliste wird erstellt, indem man Kriterien ähnlich einer Datenbankabfrage definiert. Daneben bietet iTunes eine Echtzeit-Suche, deren Suchresultate bereits bei der Eingabe erscheinen.
Ferner bietet es eine integrierte Schnittstelle und Portalsoftware zum iTunes Store, über den per Internet Musiktitel und Musikvideos angeschaut und gekauft werden können. Außerdem ist iTunes für den iPod, das iPhone und Apple TV als Standard-Musikverwaltungs-Software gedacht. Die Windows-Version von iTunes löst damit die MusicMatch Jukebox des ehemaligen Kooperationspartners ab, jedoch existiert – außer für das Modell „iPod Touch“ – eine Vielzahl an alternativer Software. Die Inhalte dieses Modells können ausschließlich mit der iTunes-Software gepflegt werden.
Ende September 2005 kam das Motorola ROKR (gesprochen „Rocker“) auf den Markt. Es war das erste Mobiltelefon, das von iTunes als Musik-Abspielgerät unterstützt wird. Es kann bis zu 100 Lieder mit einer iPod-ähnlichen Software verwalten.
Als Sonderprogramm ist iTunes U gedacht, das Hochschulen erlaubt, ihre Multimedia-Angebote über iTunes zu publizieren. Zu Anfang war der Dienst nur in den USA und Kanada aktiv, er wurde jedoch ständig erweitert. Im Allgemeinen sind die Angebote uneingeschränkt und kostenfrei nutzbar. Spezifische Inhalte sind jedoch eingeschriebenen Studenten und Universitätsangehörigen vorbehalten. Im Januar 2009 startete iTunes U mit Angeboten der Ludwig-Maximilians-Universität München, der RWTH Aachen, der Albert-Ludwigs-Universität Freiburg und des Hasso-Plattner-Instituts auch in Deutschland.
Weder die Windows-Version noch die macOS-Version unterstützt die automatische Konvertierung von WMV-Dateien. Unter macOS existiert ein zusätzliches Plug-in namens „Flip4Mac“, das in der kostenlosen Version die direkte Wiedergabe von WMV-Dateien erlaubt.

## Geschichte

Logo der Version 9

Logo der Version 10

Logo der Version 11

Logo der Version 12

iTunes basiert weitgehend auf der kommerziellen MP3-Applikation SoundJam MP, die vom Software-Verlag Casady & Greene entwickelt worden war. Letztendlich übernahm Apple die Entwickler mitsamt der Software. Die erste Version von iTunes im Januar 2001 war daher SoundJam MP sehr ähnlich.
Nach der Übernahme durch Apple wurden zahlreiche Funktionen ergänzt. Dazu gehört die Unterstützung des iPods sowie einer größeren Auswahl an CD-Brennern und Sprachen. Ferner wurde die für iTunes charakteristische Playlistverwaltung verbessert, 2003 die Unterstützung für Windows XP und den hauseigenen „iTunes Music Store“ ergänzt.
Seitdem wurde das Angebot des inzwischen umbenannten „iTunes Store“ auf weitere Länder (darunter auch Deutschland, Österreich und die Schweiz) und Inhalte (darunter Filme, Fernsehserien, Podcasts und DRM-freie Musik) ausgeweitet.
Am 9. September 2009 erschien Version 9 des Musikverwaltungsprogrammes iTunes. Einerseits wartete iTunes 9 mit einem umfassend überarbeiteten Design des iTunes Store sowie erweiterten Funktionen für die Zusammenstellung intelligenter Wiedergabelisten auf. Andererseits waren die Anzeige- und Suchfunktionen für Genres sowie die Listendarstellung der Titel in der Anzeige des Music-Store-Fensters stark in den Hintergrund gedrängt oder ersatzlos gestrichen worden.
Am 25. Februar 2010 wurde die Grenze von zehn Milliarden heruntergeladenen Musikstücken seit der Gründung überschritten.
Am 1. September 2010 erschien iTunes 10. Dieses wartete mit neuen Ansichten sowie dem „Ping“-Service auf, der ein in iTunes integriertes Soziales Musiknetzwerk darstellt. Ping wurde am 30. September 2012 geschlossen.
Am 29. November 2012 erschien iTunes 11 mit völlig überarbeitetem Design. So wurde zum Beispiel der Wechsel zwischen Mediathek und Store dadurch erleichtert, dass er über einen Button unterhalb des Players erfolgt statt wie zuvor über die Seitenleiste, in der sich alles inklusive Wiedergabelisten befand. Verändert wurde auch das Logo. Es zeigt nun eine weiße statt einer schwarzen Note auf blauem Grund. Neu ist unter anderem auch die Integration von Facebook und Twitter.
Am 16. Oktober 2014 erschien iTunes 12. Wieder wurde das Design überarbeitet – Mediathek und der iTunes Store sind noch enger zusammengerückt. Auch das Logo ist überarbeitet und zeigt eine weiße Note auf rotem Grund.
Version 12.5 vom 13. September 2016 führte proprietäre mp4- und mp3-Tags speziell für klassische Musik ein, der die einfache Teilung in „Songs“ und „Alben“ nicht gerecht wird.
Mit der Version 12.7 wurde die Verwaltung von Apps für iOS aus iTunes entfernt. Für Unternehmen, die noch auf die Verwaltung von Apps mit iTunes angewiesen sind, stellte Apple übergangsweise die Version 12.6.5 bereit, mit der diese Funktion bis zu macOS High Sierra (Version 10.13) einschließlich weiterhin zur Verfügung steht.
Mit macOS Mojave (Version 10.14), das im September 2018 herauskam, wurde iTunes integraler Bestandteil des Betriebssystems und ist nicht deinstallierbar. Für ältere Versionen von macOS kann es weiterhin heruntergeladen und installiert werden.
Im Juni 2019 gab Apple bekannt, iTunes werde nur noch für Windows gepflegt. In macOS Catalina (Version 10.15) ist iTunes nicht mehr vorhanden, die bisherigen Funktionen sind nun in (Einzel-)Applikationen aufgeteilt: dem Finder, zum Datenabgleich mit iOS-Geräten, und in die vier neuen macOS-Apps Musik, TV App, Podcasts und Books.
Im Oktober 2019 fand ein freier Entwickler heraus, dass iTunes unter Catalina mit Anpassungen der Einstellungen und Austauschen alter Bibliotheken auch unter einen reinen 64-Bit-Betriebssystem lauffähig ist. Diese Schritte können manuell oder per App durchgeführt werden.

## Technisches

### Hintergrunddienste
iTunes benötigt für die korrekte Funktion einige Hintergrunddienste, die während der Installation von iTunes automatisch im Hintergrund installiert werden und auch dann aktiv sind, wenn iTunes geschlossen ist. Die wichtigsten davon sind der Apple Application Support, der dafür sorgt, dass alle Apple-Dienste zusammenarbeiten, der Apple-Mobile-Device-Dienst, der für die Kommunikation mit iPhones, iPads und iPods sorgt, Apple Software Update, welches Apple-Software auf dem System aktuell hält, sowie Bonjour und der mDNS Responder, die die Netzwerkkommunikation von iTunes möglich machen. Funktionen von iTunes wie AirPlay oder iTunes Homesharing bauen auf den Netzwerkdiensten auf. Weitere Apple-Programme wie das iPhone Configuration Utility bauen auf den iTunes-Diensten auf und wären ohne sie nicht lauffähig.

### AirPlay
An ein AirPlay-fähiges Gerät von Apple oder einem Dritthersteller kann eine HiFi-Anlage, ein Lautsprechersystem oder ein Fernseher angeschlossen werden. In iTunes kann diese Anlage ausgewählt werden, um die Musik live an die Anlage zu streamen. iTunes berechnet die kurze Verzögerungszeit beim Streamen, so dass die Musik auf allen Lautsprechern synchron läuft, auch wenn die Boxen in mehreren Räumen verteilt sind. Die Vorgängertechnik hieß AirTunes, der verbesserte Nachfolger AirPlay, der abwärtskompatibel ist. Der Nachfolger AirPlay unterstützt neben Audio- auch Videostreaming.

### Audioformate
iTunes unterstützt folgende Audioformate: MP3 mit konstanter und variabler Bitrate, AAC mit und ohne variable Bitrate, Apple Lossless, AIFF sowie WAV und TCA. iTunes kann zudem bei Audible gekaufte Hörbücher sowie DRM-geschütztes AAC aus dem hauseigenen iTunes Music Store abspielen.
Wenn auf dem PC mindestens Windows Media Player 9 installiert ist, kann iTunes eine Kopie von DRM-freien WMA-Dateien im AAC-Format und anderen von iTunes unterstützten Formaten erstellen. Ein Mac kann wegen fehlender Lizenzen keine WMA-Dateien in iTunes importieren.
Da iTunes auf QuickTime aufsetzt, wird neben MIDI auch das freie Ogg-Vorbis-Format unterstützt, wenn das entsprechende inoffizielle Plug-in Xiph QuickTime Components (XiphQT) in QuickTime installiert wird. Es funktioniert mit Version 7 von QuickTime und somit auch in Version 6 von iTunes.

### Automatisierung
iTunes unterstützt unter macOS AppleScript und Automator. Damit kann durch einfaches Drag & Drop im Automator Funktionalität ferngesteuert werden. Unter Windows existiert eine COM-Schnittstelle, die jedoch bisher nur wenig genutzt wird.

### Dateifreigabe
Musikdateien können über Bonjour, die Apple-Bezeichnung für den offenen Netzwerkstandard Zeroconf, freigegeben werden. Die Musikdateien können daher ohne Konfiguration mit Nutzern im selben Subnetz angehört werden. Benutzer außerhalb des Subnetzes können die IP-Adresse des verteilenden Computers angeben. Eine Ausnahme bildete die Version 4.0, mit der die Freigabe auch über das Internet möglich war. Dies wurde jedoch in der bald darauf erschienenen Version 4.0.1 deaktiviert, um aufkommenden rechtlichen Streitigkeiten und Lizenzansprüchen aus dem Weg zu gehen. Durch den Aufbau eines privaten Netzwerks ist es allerdings möglich, diese Beschränkung zu umgehen. Es wird der TCP-Port 3689 verwendet.

### Genius
Die Funktion Genius erschien mit der Version 8 von iTunes; sie erstellt Wiedergabelisten mit Titeln, die nach Apples Ansicht „gut zueinander passenden“ (‘songs that go great together’).
Beim ersten Start der Genius-Funktion sendet die iTunes-Musik-Bibliothek Informationen an Apple, die mit denen anderer Genius-Nutzer verglichen und an den Benutzer zurückgeschickt werden. Klickt der Nutzer während des Liedes auf den Genius-Button, generiert iTunes eine eigene Playlist mit Titeln, die zu diesem Lied „passen“. Laut Apple sind die übermittelten Daten anonymisiert.
Zudem gibt es die Genius Sidebar. Wird ein Titel abgespielt, zeigt die Sidebar Angebote aus dem iTunes-Store für ähnliche Titel. Die Sidebar zeigt ab Version 10.0.1 alternativ auch die Ping Sidebar.
Bei den mit iTunes 9 eingeführten „Genius-Mixen“ erstellt derselbe Algorithmen aus der iTunes-Mediathek des Nutzers automatisch bis zu zwölf genrebasierte Mixe mit „passenden“ Musikstücken, die lokal gespeichert oder immer neu erstellt werden können. Auf das Auswahlverfahren hat der Nutzer keinen direkten Einfluss. Diese Funktion wurde auch in aktuelle iPods und iOS-Geräte implementiert.

### Gruppierungen und Ansichten
Die Gruppierung der Musikstücke mit Alben, Genres, Komponisten usw. ist weitgehend konfigurierbar. Zwischenzeitlich war Cover Flow in iTunes integriert, was die graphische Anzeige von Plattenstapeln ermöglicht und damit die Suche wie in einer DJ-Box anhand des Covers. In iTunes 11 wurde Cover Flow wieder entfernt, es existiert nur noch im iTunes Store.

### iTunes DJ
Diese automatische Wiedergabeliste erlaubt – etwa für Partys – eine kontinuierliche Musikbeschallung. Die Wiedergabeliste füllt sich automatisch, kann aber jederzeit manuell ergänzt und editiert werden. Über die kostenlose iOS-App Remote von Apple können sich die Partygäste Lieder aus der iTunes-Mediathek wünschen, die je nach Beliebtheit gespielt werden. Die Funktionalität war bis Version 10.7 verfügbar und wurde in Version 11 entfernt.

### Intelligente Wiedergabelisten
Diese Listen werden anhand nutzerdefinierter Kriterien automatisch erstellt und bei Änderungen der Musikbibliothek aktualisiert.

### Internet-Radios
iTunes gibt Zugriff auf mehr als 250 Internetradiosender in unterschiedlichen Datenraten, geordnet nach Genre.

### iTunes-Store-Unterstützung
Der integrierte iTunes Store erlaubt den Kauf von Musikstücken, Musikvideos und Filmen und das Ausleihen von Videos.

### iTunes LP
Der iTunes-Store bietet auch Alben mit animierten Songtexten, Fotos und anderem Zusatzmaterial zum Song.

### iTunes U
iTunes U (wie Universität) war eine 2007 eingeführte Plattform zur Bereitstellung von Lernmaterialien Hier wurden Interviews, Kurzfilme und Vorlesungen zum Download zur Verfügung gestellt. Einige bekannte Museen beteiligen sich an dem Programm (beispielsweise Tate Gallery, Schloss Versailles, Fondation Cartier, Kunsthalle Wien). Zahlreiche Universitäten (MIT, Oxford, Stanford, LMU München, RWTH Aachen, HPI Potsdam) haben Vorlesungen eingestellt (Statistik, Mathematik, Programmierung von iPhone-Applikationen, aber auch Medizin, Literatur, Sozialwissenschaften). Der Großteil der Beiträge war auf Englisch. Auf die Inhalte konnte in iTunes sowie in einer eigenständigen iOS-App zugegriffen werden. Ende 2021 wurde iTunes U eingestellt.

### iTunes und der iPod
Sobald man sein iPod, iPhone oder iPad an einen Computer anschließt und iTunes startet, wird (auf Wunsch) die iTunes-Musikbibliothek auf den iPod bzw. MP3-Player übertragen bzw. diese aktualisiert sowie Kalender und Kontakte auf dem iPod auf den neuesten Stand gebracht (ab Version 5.0 auch mit Windows-PCs; iTunes liest hierbei die entsprechenden Einträge von Microsoft Outlook (Express) aus). Bei ungenügendem Speicherplatz auf dem Zielgerät bietet iTunes eine Auswahl zur Synchronisation an, welche die bisherigen Hörgewohnheiten berücksichtigt. iTunes kann auch auf eine manuelle Verwaltung der Musikstücke auf dem iPod umgestellt werden. Sobald man auf dem iPod einen Titel bewertet oder durch Anhören den Zähler erhöht, werden diese Änderungen mit den Tags in der Bibliothek synchronisiert. iTunes unterstützt ab Version 10.5 neben der Synchronisation über USB auch den Abgleich per WLAN oder Bluetooth.

### Medienverwaltung
Die Applikation bietet eine technisch auf der Multimedia-Architektur QuickTime basierende Lösung zum Archivieren, Importieren, Brennen und Verwalten von Musikbibliotheken, wahlweise in unkomprimierten wie AIFF oder komprimierten Dateiformaten wie MP3 und AAC oder auch Apple Lossless.
Die Musikbibliothek verfolgt den Ansatz des Digital-Asset-Management (DAM), mit dem Metainformationen in die eigene Datenbank und zusätzlich in die Mediendateien geschrieben werden. Die Musikbibliothek wird in einem proprietären Binärformat abgelegt. In ihr sind die Metainformationen der Mediendateien enthalten, unabhängig von den Metainformationen der jeweiligen Medienformate, die zum Beispiel in ID3-Tags abgespeichert sind. Einer der Vorteile dieses kombinierten Ansatzes besteht darin, dass die Metainformationen auch verändert werden können, wenn das Medienformat das Modifizieren ihrer Tags nicht erlaubt.
Beim Beenden speichert iTunes zusätzlich eine Kopie der Musikbibliothek im XML-Format, um enthaltene Medien anderen Programmen wie zum Beispiel iPhoto verfügbar zu machen. Diese Datei wird von iTunes nur geschrieben, aber nie gelesen.
Die Dateien liegen standardmäßig in folgenden Ordnern:
- bei macOS in

```
/Users/{USER}/Music/iTunes
```

- bei Windows XP (deutsche Version) in

```
\Dokumente und Einstellungen\{USER}\Eigene Dateien\Eigene Musik\iTunes\iTunes Music
```

- bei Windows Vista, Windows 7, Windows 8/8.1 und Windows 10 in

```
\Users\{USER}\Music\iTunes\iTunes Media
```

### Ping
Ping war ein ab der Version 10 enthaltenes Social Network, bereitgestellt durch Apple, auf dem sich Nutzer über Musik und ihre Interessen sowie gekaufte Musik austauschen können. Ähnlich wie bei den großen Social Networks Facebook und Twitter konnte man Künstlern oder anderen Benutzern, die angemeldet sind, „folgen“ und damit sein Interesse an deren Musik zeigen bzw. verfolgen, welche Interessen andere Benutzer haben. Der Dienst wurde zum 30. September 2012 eingestellt. Stattdessen soll ab iTunes 11 die verbesserte Facebook-Integration Ping ersetzen, insbesondere unter macOS.

### Podcasting
Wer einen Podcast anderen iTunes-Benutzern zur Verfügung stellen will, kann solch einen Link einsetzen: pcast://www.example.org/podcasts/neuigkeiten.xml, ähnlich dem „http://“. iTunes importiert diesen Podcast-Verweis dann automatisch in sein Podcast-Verzeichnis.

### Privatfreigabe
Die Privatfreigabe macht es möglich, (innerhalb eines Netzwerkes) von bis zu fünf Computern, auf denen dieselbe Apple-ID aktiviert ist, durch die iTunes-Mediathek zu stöbern und zu importieren, was gefällt. Es ist auch möglich, von anderen gekaufte Musik automatisch zur Mediathek hinzuzufügen.

### Spotlight-Suche
In iTunes kann nach Schlagwörtern gesucht werden. In der Mac-Version unterstützt die Suche Spotlight, so dass auch eine Suche aus dem Spotlight-Menü möglich ist.

## Kontroverse

### Digital Rights Management (DRM)
In die Kritik geraten ist die fest integrierte Anbindung zum iTunes Music Store dadurch, dass dort erstmals in breitem Maße Digital Rights Management (DRM) zum Einsatz kam, welches die Rechte der Endverbraucher an der Nutzung der erworbenen Musikstücke einschränkt. Benutzer konnten über Bonjour auf anderen Rechnern gefundene Stücke zwar abspielen, aber nicht der eigenen Musikbibliothek hinzufügen. Auch verhinderte iTunes das Kopieren von Dateien vom iPod in die Musikbibliothek. Apples Lizenzierung erlaubt die gleichzeitige Benutzung heruntergeladener Musikstücke auf fünf Rechnern, beliebig vielen iPods und das unbegrenzte Brennen auf CDs. Dies stellte eine etwas freizügigere DRM-Politik dar, als dies damals z. B. bei Musicload von T-Online und anderen Microsoft-lizenzierten Anbietern von WMA-Downloads der Fall war.
Gegen Apple wurde in den USA eine Sammelklage eingereicht, die den Einsatz des proprietären DRM kritisiert. In Frankreich läuft (Stand 2007) noch eine Klage, in der es darum geht, Apple dazu zu zwingen, dem FairPlay-DRM-Format auch das Abspielen auf Nicht-Apple-Hardware zu ermöglichen. Konkurrent Sony hat – sollte ein ergangenes Urteil Bestand haben – einen DRM-Prozess in Frankreich bereits verloren. In Norwegen wurde iTunes bereits vorläufig für illegal erklärt. Nach norwegischem Recht gewährte ein Ombudsmann Apple bis zum 1. Oktober 2007 die Möglichkeit, iTunes so zu verändern, dass Musik, die über iTunes erworben wird, auch unmittelbar auf jedem beliebigen MP3-Player genutzt werden kann. Eine Öffnung des Formates von iTunes für Multimedia-Geräte von anderen Anbietern ist wettbewerbsrechtlich deshalb besonders relevant, weil das Abspielen der Musik, die von Apples iTunes-Store erworben wird, auch auf anderen Geräten als dem iPod und dem iPhone möglich sein muss.
Nur einen Tag nachdem Apples CEO Steve Jobs einen Vergleich mit den Beatles verkündet hatte, bezog er in einem offenen Brief unter dem Titel „Thoughts on Music“ zu den Vorwürfen aus Europa Stellung, mit Apples Kopierschutzverfahren FairPlay Apples Monopolstellung im Bereich des digitalen Vertriebs von Musik über das Internet und der Kopplung an iTunes auszubauen. In dem Brief sieht sich Steve Jobs mehr als Opfer der Musikunternehmen Universal, Sony BMG, Warner Music Group und EMI denn als Täter. Steve Jobs’ Hauptargument ist, dass es Apple nicht möglich sei, sein Kopierschutzverfahren für andere Anbieter zu öffnen, weil Apple dann nicht mehr gewährleisten könne, binnen weniger Wochen Sicherheitslücken in selbigen zu beheben. In den Medien wird jedoch vermutet, dass – neben den bereits erwähnten rechtlichen Problemen in Europa – die Konkurrenz durch Peer-to-Peer-Netzwerke und legale Angebote ohne DRM Jobs zu diesem Schritt bewogen haben.
In der Praxis ist der Kopierschutz leicht auszuhebeln. Brennt man die Musik auf CD und importiert diese wieder in iTunes, so ist der Kopierschutz entfernt, und die Datei kann beliebig verwendet werden. Seit iTunes 7 ist es möglich, Musikdateien vom iPod zurück auf den Rechner zu übertragen, jedoch nur solche Musikdateien, die bei iTunes gekauft wurden. Senuti (von hinten nach vorne gelesen iTunes) – eine kostenlose Software – ermöglicht es, für macOS sämtliche Musikdateien des iPod auf den Rechner zu übertragen. Unter Windows finden sich außerdem kommerzielle Anbieter wie CopyPod, Anapod Explorer mit noch weit mehr Funktionen oder Winamp (ab Version 5.2), mit deren Hilfe sich ebenfalls (ähnlich Senuti) die Musik des iPods wieder auf den PC übertragen lässt.
Am 30. Mai 2007 wurde iTunes Plus eingeführt. Als Kunde hat man nun die Möglichkeit, Musik ohne DRM zu erwerben. Bei iTunes Plus ist die Musik in AAC 256 kbit/s verfügbar. Am 6. Januar 2009 wurde das Angebot an DRM-freien Titeln auf 80 Prozent des Katalogs erweitert. Mittlerweile ist der gesamte Katalog umgestellt worden.

### Datenschutz
In der Version 6.02 der Software wurde eine Funktion eingebaut, die in der Standardeinstellung zu jedem abgespielten Musikstück den Künstlernamen über das Internet an einen Server überträgt. In einem kleinen Fenster (MiniStore) bekommt der Hörer daraufhin künstlerbezogene Informationen und abgestimmte Werbung für andere Produkte aus dem iTunes Store angezeigt. Dies löste unter Gesichtspunkten des Datenschutzes, der Privatsphäre sowie des ungeprüften Urheberrechtes Kritik an Apple aus, da eine Erforschung des Hörverhaltens und Einblicke in private MP3-Sammlungen befürchtet werden. Solche Vorgänge sind nach der Meinung vieler Nutzer unerwünscht und bedürften außerdem einer individuellen Zustimmung, die jedoch erst seit der aufgekommenen Kritik per Aktivierung des MiniStores eingeholt wird.
Mittlerweile erscheint beim ersten Aufrufen des iTunes-MiniStores ein Hinweis, dass im MiniStore anhand des in der Wiedergabeliste markierten Titels passende Vorschläge angezeigt werden. Darüber hinaus schreibt Apple, dass keine persönlichen Daten an Apple gesendet oder gespeichert werden. Der MiniStore kann über eine Schaltfläche am unteren Ende des iTunes-Programmfensters ausgeschaltet werden, wodurch keine Daten mehr verschickt werden.

### iTunes als Vertriebsweg für Musikschaffende und Plattenfirmen
Die Einführung von iTunes fiel in eine Zeit, in der viel Musik kopiert wurde, ohne dafür zu bezahlen. Die Verbreitung großer externer Festplatten und schneller Übertragungsstandards (USB 2 statt USB 1) machte es möglich, in kurzer Zeit große Datenmengen zu übertragen. Die Umsätze vieler Beteiligter der Musikindustrie gingen zurück. In dieser Situation präsentierte iTunes der Öffentlichkeit On-Demand-Streaming als Apple-Geschäftsmodell und als Absatzmodell für die Musikindustrie. iTunes bot vielen (auch kleineren) Schallplattenverlagen („Labels“) Verträge an, in denen unter anderem geregelt ist, welchen Betrag Label und Künstler vom gemachten Umsatz (Erlös pro Download) erhalten. iTunes vergütet dem Label oder dem Content Aggregator – also den Organisationen, welche die Inhalte für die Musiker verwalten – bei einem Verkaufspreis von 0,99 € einen Betrag von 0,71 € (im Fall des Aggregators Recordjet). Von den bei iTunes verbleibenden 0,28 € werden auch Mehrwertsteuern, die am Firmensitz in Luxemburg anfallen, gezahlt. Weiterhin werden Abgaben an die GEMA in Höhe von 0,15 € hieraus beglichen. Wird ein Urheber nicht durch die GEMA oder durch eine andere Verwertungsgesellschaft vertreten, so verbleibt dieser Betrag bei iTunes. Ein deutscher Musikverleger sagte 2010 in einem Interview, iTunes zahle mehr als alle anderen Online-Musikläden.
Seit dem 16. November 2010 ist die komplette Diskografie der Beatles in iTunes erhältlich. Damit ist Apple das erste Unternehmen weltweit, dem es gestattet ist, die Musik der Beatles digital über das Internet zu verkaufen. Der Veröffentlichung in iTunes waren jahrelange Verhandlungen vorausgegangen.
Apple führt seit 2007 das iTunes Festival durch. Am 1. September 2012 startet es erstmals mit der Möglichkeit, dieses auf Apple-Geräten per Stream live mitzuverfolgen. Über 60 verschiedene Künstler werden einen Monat lang auf dem iTunes Festival auftreten. Apple verlost die Eintrittskarten jedes Jahr kostenlos und bisher gab es keine weitere Möglichkeit, das Festival zu verfolgen. Mit dem Live Stream möchte Apple somit diese Lücke schließen.